# 艾因阿爾巴區
艾因阿爾巴區（法語：Aïn Larbaâ District），是阿爾及利亞的行政區，位於該國西北部，由艾因泰穆尚特省負責管轄，首府設於艾因阿爾巴，面積572平方公里，2010年人口39,913，人口密度每平方公里70人。

## 外部連結
- .   [2018-10-21]. （原始内容存档于2010-08-27）.